# Ducado de Polonia
El Ducado de Polonia, o también conocido como Civitas Schinesghe, fue un estado de Europa oriental creado en el año 960 por el duque Miecislao I.

## Etimología
Según la Dagome iudex, una regesta histórica escrita alrededor del año 991 d. C. y de redesubierta tiempo después, durante el papado de Gregorio VII (1073-1085), se mencionan las tierras "Civitas Schinesghe", que es como los polacos se autodesignaban y fue también el primer nombre oficial con el que se le conoció a Polonia.

## Historia
Durante la Edad Media, se encontraba dividida en varios grupos rivales entre los cuales se destacaban los vislanos y polanos, que vieron como su poder aumentó con el dominio de las rutas mercantiles. Según la leyenda de Lech, Czech y Rus, Lech llegó con su grupo a orillas del río Varta y cerca del lago Goplo, donde vivía la tribu eslava de los Polán. Allí vio sobre un árbol un nido de águilas blancas. Decidió instalarse allí y llamó al sitio Gniezno (nido). Se proclamó príncipe de aquel pueblo. Como escudo adoptaron el águila blanca con las alas extendidas en actitud de vuelo sobre el campo rojo, actual escudo de Polonia.
A finales del siglo X, los polanos dirigidos por la dinastía Piast, unificaron el territorio. Durante el gobierno de Miecislao I (960-992) se mantiene dicha unificación que abarcaba desde el Oder al Vístula y además se aproxima al resto de Europa con su conversión al cristianismo con lo cual se constituye como provincia eclesiástica autónoma en el año 1000.En el siglo XIII la fragmentación interna provoca la erosión del estado inicial, pero a lo largo del siglo se consolida la base de un nuevo estado dominante que estaba por llegar.Boleslao se hizo coronar rey tras la muerte del emperador germánico Enrique II, pero con el fallecimiento del monarca polaco, su título y el rango del estado polaco desaparecerían. Sería en 1295 cuando Polonia ascendería legal y definitivamente al rango de reino y sus descendientes ostentarían el título hereditario de rey iniciando con Premislao II (1257-1296).
- Datos: Q104863335